# Ренате Велш
Ренате Велш (на немски: Renate Welsh) е австрийска писателка и преводачка, авторка на книги за деца, романи, разкази и радиопиеси.

## Биография
Ренате Велш е родена през 1937 г. в семейството на лекар. Майка ѝ умира рано и момичето расте при дядо си и баба си в областта Аусзеерланд. По нейно желание още на петгодишна възраст я записват в основното училище на град Бад Аусзее.
През 1953 г. Велш заминава на разменни начала в Портланд, Орегон, където през 1954 г., вече 16-годишна, полага американска матура. На следващата година полага във Виена втора, австрийска матура.
От 1955 до 1957 г. следва във Виена англицистика, испанистика и държавно право.
Прекъсва следването си, омъжва се и до 1959 г. работи като преводачка към „British Council“ във Виена. От 1962 г. е преводачка на свободна практика.
След продължително боледуване през 1969 г. Велш започва да създава книги за деца и юноши. От 1975 г. е писателка на свободна практика. От 1988 г. пише и за възрастни.

## Творчество
Към най-успешната си книга „Вампи“ („Das Vamperl“) (1979) писателката добавя няколко продължения. В творбите си описва най-вече събития от собственото си детство в края на Втората световна война.
За литературните си заслуги през 1992 г. е удостоена с държавната титла професор.
През 2006 г. става президент на Австрийското сдружение на писателките и писателите и с това наследява именития писател Мило Дор.
Ренате Велш живее с втория си съпруг във Виена. Има трима синове.

## Награди и отличия
- Ehrenliste zum Preis der Stadt Wien 1970, 1973, 1975, 1976, 1978, 1982, 1985
- Ehrenliste zum Österr. Kinder- und Jugendbuchpreis 1970, 1973, 1975, 1976, 1978, 1980, 1986, 1987, 1991
- Ehrenliste Silberne Feder 1976
- „Австрийска награда за детско-юношеска книга“ 1977, 1978, 1984, 1989, 1997, 2003
- Deutscher Jugendbuchpreis Auswahlliste 1977, 1979, 1985
- Kinder- und Jugendbuchpreis der Stadt Wien 1977, 1978, 1980, 1984, 1986, 1988, 1991, 1998
- Friedrich-Bödecker-Preis 1978
- „Немска награда за детско-юношеска литература“ 1980 für Johanna
- Premio per la Letteratura d'attualita Provincia di Trento – Ehrenliste 1980
- Silberne Feder des Bundes deutscher Ärztinnen 1989
- Bad Harzburger Jugendliteraturpreis 1991
- Preis der Kathol. Akademie Hamburg, Herbst 1991
- Österreichischer Würdigungspreis für Jugendliteratur 1992
- Eule des Monats 1992
- „Голяма награда на Немската академия за детско-юношеска литература“ 2003
- LESERstimmen 2005 für Katzenmusik
- „Литературна награда на Виена“ 2016
- Theodor-Kramer-Preis 2017